# Wolfgang Hermann Stuppy
Wolfgang Hermann Stuppy (n. 1966 ) es un botánico alemán, especializado en morfología de semillas. En 1990, se graduó en biología en la Universidad de Kaiserslautern. Y en 1996, obtuvo en la misma universidad su doctorado, con la tesis: Morfología y anatomía sistemática de semillas biovuladas de Euphorbiaceae.
Desde 1999, trabaja en el Real Jardín Botánico de Kew, siendo activo en su Departamento de Conservación de Semillas, donde se ocupa de la morfología de semillas. Investiga centrado en las estructuras de las semillas de angiospermas y su importancia para los bancos de semillas y la filogenia.

## Algunas publicaciones

### Libros
- wolfgang Stuppy, rob Kessler, madeline Harley. 2009. The Bizarre and Incredible World of Plants. Papadakis Publ. ISBN 9781906506025

- rob Kesseler, wolfgang Stuppy. 2008. Fruit: Edible, Inedible, Incredible. Papadakis Publ. ISBN 1901092747

- ---------------------, --------------------------. 2006. Seeds: Time Capsules of Life- Papadakis Publ. ISBN 1901092666

## Honores
- Secretario del Grupo de Cactus y Suculentas de Especialistas de la UICN-SSC
- De 1999 a 2004: secretario de la Organización Internacional para el Estudio de Plantas Suculentas

- La abreviatura «Stuppy» se emplea para indicar a Wolfgang Hermann Stuppy como autoridad en la descripción y clasificación científica de los vegetales.[1]

Se poseen 406 registros IPNI de sus identificaciones y clasificaciones de nuevas especies.